# Apodemus semotus
Apodemus semotus  (Thomas, 1908) è un roditore della famiglia dei Muridi endemico di Taiwan.

## Descrizione

### Dimensioni
Roditore di piccole dimensioni, con la lunghezza della testa e del corpo tra 82,5 e 100 mm, la lunghezza della coda tra 100 e 119 mm, la lunghezza del piede tra 23 e 25,5 mm, la lunghezza delle orecchie tra 15 e 17 mm e un peso fino a 39 g.

### Aspetto
La pelliccia è liscia e non spinosa. Le parti superiori sono brunastre scure, mentre le parti inferiori sono grigiastre, con la punta dei peli biancastre. Le orecchie sono alquanto grandi, praticamente prive di peli e bruno-grigiastre. Le zampe sono biancastre. La coda è più lunga della testa e del corpo, è finemente ricoperta di peli, marrone sopra e più chiara sotto.

## Biologia

### Comportamento
È una specie terricola.

### Riproduzione
Si riproduce durante tutto l'anno, con picchi tra aprile e maggio e tra settembre ed ottobre. Le femmine danno alla luce 2-6 piccoli alla volta.

## Distribuzione e habitat
Questa specie è endemica dell'isola di Taiwan.
Vive nei prati, nelle foreste di conifere ed a foglia larga, nei boschi di bambù e nelle boscaglie sub-alpine tra 1.800 e 3.200 metri di altitudine.

## Conservazione
La IUCN Red List, considerato il vasto areale, la popolazione numerosa, la tolleranza ad un vasto numero di habitat e la presenza in diverse aree protette, classifica A.semotus come specie a rischio minimo (Least Concern).